# Alain Chamfort
Alain Chamfort, llamado en realidad Alain Le Govic, es un cantante y compositor de música francés de origen bretón, nacido el 2 de marzo de 1949 en París.

## Su juventud
La familia Le Govic residía en Clichy en un pequeño apartamento de 2 habitaciones en el primer piso. Durante el verano de 1952, la familia Le Govic se traslada a Eaubonne en el Val-d'Oise.

Empezó muy joven a aprender a tocar el piano, llegando a ser su instrumento preferido. Le da clases un profesor en una de las salas del Casino de la Ville. Durante el periodo 1957, 1958 y 1959, se presenta a algunos concursos, y gana el concurso Nérini, del que su actuación será grabada en un disco flexible para la familia.
Adolescente, renuncia a entrar en el Conservatorio Nacional Superior de Música, cuando se había preparado para las pruebas de entrada.
Con bastante rapidez fundó su primer grupo con un amigo suyo, llamándose los Dreamer's, terminando por reunirse tres y tocando principalmente un repertorio jazz: Art Blakey, Jazz Messengers, Erroll Garner, John Coltrane, Art Tatum ...

## Sus inicios
Alain Le Govic terminó por salirse del grupo para reunirse con Los Shaker's (con el que gana un certamen), después Los Murator's llegando a ser organista para las dos bandas.
Esta banda tiene más tendencia hacia el repertorio de los Beatles.
Finalmente, se separan y Alain reúne  un nuevo grupo, los Mods, estableciéndose como líder. Y por primera vez, se pone a cantar. Fichan por Vogue, grabando un E.P. cuya canción principal se titula J'veux partir  compuesta por Alain.
A continuación sacan su segundo disco de 45 rpm que realmente no alcanzó el éxito. La ocasión llega a los Mods de la mano de Jacques Dutronc que les propone acompañarles en su canción Et moi, et moi, et moi para algunas emisiones de TV del momento.
 Finalmente, Dutronc retoma a sus músicos pero le propone a Alain quedarse, así como al otro miembro de los Mods (Jean-Pierre Alarcen).
Así las cosas, con Dutronc grabó varios temas, a destacar: On nous cache tout, on nous dit rien, La Fille du Père Noël', Les Play-boys, J'aime les filles (en el que Alain toca el piano en la introduction), Les Cactus...
Alain terminará por separarse de Dutronc para grabar en solitario algunos temas, con su verdadero nombre: Alain Le Govic, firmando con Dick Rivers, con el que coincidió durante el Mayo francés, a través de un intermediario.
Al regresar de una estancia en Londres, graba un nuevo 45 rpm con Étienne Roda-Gil, letrista de Julien Clerc en aquel tiempo.
De 1968 a 1970, Alain grabó 5 45 rpm que no alcanzaron el éxito. De éstos, uno de los últimos no se comercializó y otro se publicó para el mercado alemán.

## Los primeros éxitos y un difícil cambio de rumbo
Tras haberle descubierto Dutronc, esta vez le toca a Claude François proponerle trabajar con él, éste es el llamado periodo Flèche.
Ante todo, es compositor (con Michel Pelay) para algunos artistas y corista, después gracias a una proposición de Claude François, grabará un disco, primero una maqueta con Alain y Pelay que cantan juntos, y a continuación y de común acuerdo, se decide que Alain cante solo.
Por lo demás, es Claude François el que halla el nombre artístico de Alain Le Govic, pues el autor de Comme d'habitude, consideró su apellido demasiado regional y buscó un pseudónimo en el diccionario. Y finalmente lo encontró: desde ese momento se le conocerá como Alain Chamfort.
Llega a conocer sus primeros éxitos desde su primer 45 rpm, Dans les ruisseaux en 1972. Después los éxitos comerciales vienen seguidos, tales como Signe de vie, signe d'amour, L'Amour en France, Adieu mon bébé chanteur,... y las giras.
Después de haber pasado unos años trabajando con él, Alain decide abandonar el sello Flèche y continuar su carrera en solitario, sus relaciones con Claude François se volvieron bastante difíciles, llegando al desacuerdo.
Le ficha Gérard Louvin, que se hará gerente de la sociedad de producción de Chamfort (ACO Music) (hasta 1982), que será el apoderado de este último, y Michel Pelay.
En 1976, firma contrato con CBS Records con una libertad total de elección artística. El mismo año, se dedica a la grabación de su primer álbum (el que publicó con Flèche es tan sólo una recopilación de 45 rpm).
En 1977, hace los coros para e l álbum de Véronique Sanson : Hollywood.
Otoño de 1976: sale el álbum Mariage à l'essai. Este disco es un cambio radical de estilo tras haber pasado más de 6 años con Claude François, pero el éxito se hizo esperar.

## El resurgir: Gainsbourg,Manurevay otros
En 1977, Chamfort decide, con el beneplácito de su casa discográfica, grabar su próximo álbum en los estudios de grabación de Los Ángeles con músicos californianos tras haber quedado fascinado por la calidad de registro, el perfeccionismo y la formalidad de los músicos, al grabar el álbum de Véronique Sanson.
Durante el verano 1977, se marcha a Los Ángeles con los compositores Michel Pelay y Jean-Noël Chaléat y elige a los músicos: Jeff, Steve y Mike Porcaro, que formarán el grupo Toto. (la percusión y la cuerda fueron previamente grabadas en Londres).
Para escribir las letras de las canciones, se llama a Serge Gainsbourg.
Fin de la grabación.
El segundo álbum, Rock'n rose sale en septiembre alcanzando un éxito flaco, a pesar de los títulos Joujou à la casse et Baby Lou.
Tras haber publicado un 45 rpm en 1978 grabado en Londres, viaja de nuevo a Los Ángeles para preparar su tercer álbum Poses.
Compone la música junto con Jean-Noël Chaléat, y de nuevo llaman a Serge Gainsbourg para que escriba las letras. Es el primer gran éxito de Alain Chamfort : Manureva. Esta canción permanece hasta el momento como la más célebre de Chamfort (a menudo la única que evoca su nombre). En un principio se iba a llamar Adieu California, mas a Alain no le convenció la primera versión escrita por Gainsbourg. Fue durante una cena que Gainsbourg oyó hablar del navegador desaparecido Alain Colas y de su barco Manureva. El tema le inspiró directamente la letra de la canción que, además de alcanzar un grtan éxito, demuestra ser una porción melancólica, revelando un trabajo de producción inventivo.
Pero Gainsbourg sólo escribe algunos textos del álbum: (Manureva, Démodé y Bébé Polaroïd). De los otros se encargan Jean-Michel Rivat (Geant, Béguine), Jay Alanski (Palais Royal) y Jane Birkin le escribe Let Me Try Again.
Manureva conoce un enorme éxito y se venden cerca de un millón de copias y permite volver a encontrar el éxito que había conocido a principios de la década.
Después conoce el éxito sin tacha con Bambou, Chasseur d'ivoire, Paradis, Bons baisers d'ici, Traces de toi, La Fièvre dans le sang, Souris puisque c'est grave, Clara veut la lune, L'ennemi dans la glace (Victoire de la musique del mejor videoclip en 1994).
Tras flaquear las ventas, su contrato con Sony no se renovó, firma un contrato con Delabel y sale en 2003 Le Plaisir. Pero el disco no ha tenido tiempo para desarrollarse y el álbum, que sale en septiembre, no alcanza el éxito merecido a causa de las cifras de ventas que cesan a fin de diciembre. Así que se va de su casa discográfica, a consecuencia del mal resultado.
Pero Chamfort logra algo de éxito en 2004 con el clip de Beaux Yeux de Laure, clip realzado con gran difusión por los medios. Así gana el Victoire de la música al mejor videoclip al año siguiente.
Desde 2005, tiene contrato con un sello independiente, XIII Bis Records y ha destacado dando un concierto sorpresa en el Jardín del Luxemburgo.

### Cine, TV
Alain Chamfort compone también para cine; trabaja principalmente con Jean-Pierre Mocky (A Mort l'Arbitre en 1984), e incluso con Arnaud Sélignac (Eye of the Wolf en 1995) que le había solicitado como actor en su serie de TV Una mujer para mí en 1993. Se le vuelve a ver en el cortometraje "Men/Toys/Girl", en 2001 .

### Otras actividades
En 2004, se hace miembro del consejo de administración de la SACEM.
Alain Chamfort tiene 4 hijos: Clémentine, *11 de mayo de 1977, Gary et Lucas, * 3 de noviembre de 1980 y Tess, * 24 septembre 1997.
En 2007, fue condecorado Caballero de la Legión de honor.

## Discografía comentada
Gracias a Claude François, Alain Chamfort alcanza sus primeros éxitos, por los títulos Dans les ruisseaux y  Signe de vie, signe d'amour en 1972. Catalogado en aquel tiempo como "chanteurs à minettes", conoce el éxito con canciones que hablan de sentimientos y de amores. Abandona el mundo Claude François tras un éxito, Le temps qui court (1975), adaptación de canción "Could It Be Magic" de Barry Manilow, retomada igualmente por Donna Summer.
Deseando deshacerse de su etiqueta de "chanteur à minettes", graba un álbum diferente de lo que él ha producido, Mariage à l'essai (1976).
Es Serge Gainsbourg el que salva la carrera del joven cantante. Un primer álbum Rock'n Rose con los temas Baby Lou y Joujou à la casse, después llega el álbum Poses (1979) con el gran éxito del año 1979 : Manureva (del nombre del barco de Alain Colas, desaparecido en el mar en 1978). Del 45 rpm se venden un millón de ejemplares. Temas como Géant y Palais Royal (no firmados por Gainsbourg) tienen éxito.
Luego viene su última producción juntos: Amour année zéro, los éxitos de esta obra son Malaise en Malaisie, Bambou et Paradis (autor E. Hagen Dierks, alias Jacques Duvall).
Desde 1983, Alain Chamfort trabaja con Duvall. Los éxitos son numerosos desde entonces, a los que se añaden: Rendez-vous, Traces de toi, La Fièvre dans le sang, Clara veut la lune...
En 2003, tras algunos fracasos comerciales, ahí está de nuevo, al frente de la escena con Le Plaisir en el que figura Le Grand retour. A pesar de esta canción, el álbum no tuvo al acogida que se esperaba.
Fuera de su casa discográfica, rueda un clip Les Beaux Yeux de Laure, recompensado con los Victoires de la Música, le saca adelante.
A continuación retoma con Mylène Jampanoi un tema de Serge Gainsbourg : La décadanse. La carrera de Chamfort ha conocido el fracaso y la gloria, y canciones que forman parte de la historia de la canción francesa.

## Discografía

### Principales canciones
- Dans les ruisseaux, Signe de vie, signe d'amour (1972)
- L'Amour en France, Je pense à elle, elle pense à moi, L'Amour n'est pas une chanson (1973)
- Adieu mon bébé chanteur, Madona Madona, Un coin de vie (1974)
- La Musique du samedi, Le Temps qui court (1975)
- Mariage à l'essai (1976)
- Joujou à la casse, Baby Lou (1977)
- Seul à la fin (1978)
- Manureva, Géant, Palais royal  (1979)
- Bambou, Paradis, Chasseur d'ivoire, Amour, année zéro (1981)
- Bons baisers d'ici, Rendez-vous, L'Infidèle (1983)
- Traces de toi, La Fièvre dans le sang, Revenir con vous, Déchaîne-moi (1986)
- Souris puisque c'est grave (1990)
- Ce ne sera pas moi (1991)
- Clara veut la lune,  L'ennemi dans la glace (1993)
- Tombouctou, Qu'est-ce que tu as fait d'mes idées noires ?  (1997)
- Le Grand retour, Les beaux yeux de Laure (2003)
- La décadanse (con Mylène Jampanoï) (2006)